# Анкей (син Лікурга)
Анкей (дав.-гр. Ἀγκαῖος) — персонаж давньогрецької міфології, син Лікурга і Клеофіли, чоловік Лотії, батько Агапенора.
Був учасником походу аргонавтів за золотим руном. Його вважали найсильнішим учасником цієї експедиції, який поступався в цьому відношенні лише Гераклові, через що його аргонавти прозвали Анкеєм Великим, на відміну від його тезки Анкея, прозваного Малим. Анкей Великий також був сильним бігуном і вправним списометальником.
Після повернення з експедиції взяв участь в полюванні на калідонського вепра і був ним убитий. Причиною загибелі стала або безрозсудна мужність Анкея, або його необачна заява про те, що як мисливець він не поступається Артеміді, яка саме й наслала звіра на мешканців Калідона через образу на її володаря Ойнея. Він одягнувся на полювання у ведмежу шкіру і озброївся лише сокиркою з двосічним лезом — лабрісом. Спочатку був поранений вепром, але витримав його напад, допоки Аталанта першою серед мисливців поранила вепра стрілою. Зрештою, повторно атакований оскаженілим від рани вепром, Анкей загинув від іклів звіра.